# Laila Majnu (1976)
Laila Majnu é um filme de Bollywood de 1976, baseado na lenda dos amantes Laila e Majnun, que por sua vez é baseada na história real do poeta saudita Qais ibn al-Mulawwah. Embora várias adaptações da história tenham sido feitas para o cinema, incluindo outra versão de Bollywood em 1953 estrelando Sashi Kapoor e Nutan, esta versão é considerada um clássico do cinema indiano. Dirigido por Harnam Singh Rawail (H. S. Rawail), estrelando Rishi Kapoor, Ranjeeta, Danny Denzongpa, Aruna Irani, Asrani, Iftekhar, Tom Alter e Ranjeet. A música foi composta por Madan Mohan e Jaidev. Foi escrito por Abrar Alvi, sócio do grande diretor Guru Dutt.

## Enredo
Kaish Amari e Laila Sharwari pertencem a clãs rivais, no entanto, se apaixonam um pelo outro desde a infância. Esse amor ultrapassa os limites do amor carnal, a ponto de Kaish identificar Laila com Deus (Alá). Um dia, durante uma aula na madrassa, o mestre ordena que os alunos escrevam os 99 nomes de Alá, mas Kaish escreve 99 vezes o nome de "Laila". Ao ver isso, o mestre, furioso, pune Kaish severamente, mas quem sente a dor dos golpes de vara é Laila.
A história corre o povoado, e tentando acabar com a paixão juvenil, o pai de Laila a proíbe de ir à escola e a confina dentro de casa. Kaish, no entanto, consegue entrar, e foge com Laila. Eles são encontrados brincando. Então, o clã de Laila, temendo a vergonha, se muda para longe dali.
Anos mais tarde, já crescidos, Kaish e Laila acabam se encontrando por acaso, enquanto Kaish comprava camelos na cidade onde o clã de Laila havia se estabelecido. Mesmo sem se reconhecer, são atraídos um pelo outro, a ponto de Kaish descobrir onde ela mora, e todas as noites, entrar secretamente em sua alcova. Quando o namoro é descoberto, a família de Laila tenta matar Kaish, que é dado como morto e abandonado no deserto. Ele, no entanto, sobrevive, mas enlouquece, e passa a vagar pelo deserto em farrapos, clamando por Laila e escrevendo seu nome na areia. O pai de Kaish acaba sendo morto pelo irmão de Laila, Tabrez, ao tentar vingá-lo. Como vingança, Kaish mata Tabrez, (recebendo então o apelido "Majnu" (louco, possesso) e acaba sendo exilado, mas por não conseguir se separar de Laila, passa a viver solitário no deserto, esperando por qualquer oportunidade de vê-la. Laila acaba se casando à força com um príncipe, Baksh (Danny Denzongpa). Ao perceber o quanto Laila ama a Kaish, Baksh promete jamais tocar nela, até que consiga se esquecer dele.
(A partir daqui é contado o desfecho do filme).
No entanto, isso nunca acontece, e ao ver o desespero de seu marido, apaixonado por ela, Laila tenta o suicídio. Nenhum médico ou imame (espécie de sacerdote islâmico, responsável pelas orações) é capaz de melhorar seu estado. Tentando se aproveitar da situação, um grupo de ladrões se disfarça de sacerdotes, colhe informações de Kaish, prometendo levá-lo a Laila, e entra no palácio. Apenas quando Kaish, sabendo do estado de Laila, aparece em sua sacada, ela se recupera. No entanto, ele havia sido condenado a nunca mais pisar na cidade, e é severamente torturado como punição. Novamente, Laila é quem sente a dor dos golpes. Baksh, então, percebe a natureza divina do amor, e imediatamente se divorcia de Laila e organiza seu casamento com Kaish. No entanto, os ladrões matam Baksh e raptam Laila. Kaish corre enlouquecidamente atrás deles, mas, já no deserto, tem as duas pernas quebradas, para que não possa alcançá-los. O ladrão cai do cavalo com Laila, que consegue escapar quando este cai sobre pedras, e vai atrás de Kaish, mas leva uma facada nas costas do ladrão, que morre logo em seguida, dispersando o bando. Ela morre nos braços de Kaish, que por sua vez, morre de coração partido.
Eles se unem na morte, daí o nome "Laila Majnu", ou "Leyla Majnun", se referir aos dois como uma única pessoa, pois seriam uma única alma em dois corpos, como diz a música de abertura. A lenda, com todas as suas modificações e acréscimos, é usada como metáfora sufi, corrente mística do Islamismo, que dentre suas doutrinas prega a possibilidade de se chegar a Deus através do amor, que não seria apenas o amor carnal, mas um amor transcendental, divino, Ishq, no qual as almas dos amantes passam a querer se unir de tal forma a superar todos os tormentos, separações e aspirações do ego, tornando-se por fim não só uma só alma, mas vendo no amado a imagem do próprio Deus, unindo-se a ele, dissolvendo-se na consciência divina.

## Trilha sonora
Composta por Madan Mohan e Jaidev, com letras de Sahir Ludhianvi. A voz feminina é de Lata Mangeshkar, e a masculina principal de Mohammed Rafi, considerados talvez os maiores intérpretes indianos.
- "Husn Hazir Hai" por Lata Mangeshkar
- "Tere Dar Pa Aaya Hoon" por Mohammad Rafi
- "Hoke Mayoos Tere Dar Se" por Mohammad Rafi, Aziz Nazan, Shankar Shambbhu, Ambar Kumar and Chorus
- "Is Reshmi Paazzeb Ki Jhankar" por Mohammad Rafi e Lata Mangeshkar
- "Barbad-E-Mohabbat ki Dua" por Mohammad Rafi
- "Ab Agar Hum Se Khudai Bhi" por Mohammad Rafi e Lata Mangeshkar
- "Likhkar Tera Naam Zamin Par" por Mohammad Rafi e Lata Mangeshkar
- "Yeh Deewane Ki Zidd Hai Apne Deewane Ki Khatir Aha" por Mohammad Rafi